# Sistema quântico de dois estados
Na mecânica quântica, um sistema de dois estados (também conhecido como sistema de dois níveis) é um sistema quântico que pode existir em qualquer superposição quântica de dois estados quânticos independentes (fisicamente distinguíveis). O espaço de Hilbert descrevendo tal sistema é bidimensional. Portanto, uma base completa que liga o espaço consistirá em dois estados independentes. Qualquer sistema de dois estados também pode ser visto como um qubit.

## Representação do sistema quântico de dois estados
O estado de um sistema quântico de dois estados pode ser descrito por um espaço bidimensional complexo de Hilbert. Isso significa que cada vetor de estado {\displaystyle \vert \psi \rangle } é representado por duas coordenadas complexas:
{\displaystyle |\psi \rangle ={\begin{pmatrix}c_{1}\\c_{2}\end{pmatrix}}=c_{1}{\begin{pmatrix}1\\0\end{pmatrix}}+c_{2}{\begin{pmatrix}0\\1\end{pmatrix}};} onde, {\displaystyle c_{1}} and {\displaystyle c_{2}} são as coordenadas.
Se os vetores são normalizados, {\displaystyle c_{1}} e {\displaystyle c_{2}} são relacionados por {\displaystyle {|c_{1}|}^{2}+{|c_{2}|}^{2}=1}. Os vetores base são representados como {\displaystyle |0\rangle ={\begin{pmatrix}1\\0\end{pmatrix}}} e {\displaystyle |1\rangle ={\begin{pmatrix}0\\1\end{pmatrix}}}
Todas as grandezas físicas observáveis associadas a este sistema são matrizes Hermitianas 2  {\displaystyle \times } 2 .  O Hamiltoniano do sistema é também uma matriz Hermitiana 2 {\displaystyle \times } 2.